# MLS Next Pro 2022
Navigation
Édition suivante
La MLS Next Pro 2022 est la 1re saison de la MLS Next Pro, un championnat professionnel de soccer de troisième division en Amérique du Nord. Elle est composée de vingt-et-une équipes (dix-neuf des États-Unis et deux du Canada). Il s'agit de la saison inaugurale de cette nouvelle compétition accueillant des équipes réserves de franchises de Major League Soccer et le Rochester New York FC, seule formation indépendante du circuit.
Comme indiqué en détails dans la section correspondante, la ligue expérimente des règles particulières à cette compétition, telles que l'absence de matchs nuls ou un règlement sur la perte de temps en cours de rencontre.
Au terme de la saison régulière, c'est le Crew 2 de Columbus qui termine au premier rang dans la ligue, devançant son dauphin dans l'Est du Toronto FC II par quatorze points et le St. Louis City 2, équipe de l'Ouest, de six unités. En séries éliminatoires, les deux meneurs dans leur conférence se hissent jusqu'en finale afin de s'affronter pour une première fois. Dominant largement sur le plan offensif, les joueurs de Columbus s'imposent 4-1 et décrochent le premier titre dans cette compétition.

## Équipes participantes

### Carte
| Rapids 2 North Texas SC Sporting II Dynamo 2 Real Monarchs Earthquakes II Tacoma Minnesota 2 Timbers 2 Whitecaps FC 2 Fire II Crew 2 Revolution II Orlando City B Union II New York City FC II Toronto FC II FC Cincinnati 2 Inter Miami II St. Louis City 2 Rochester |

| - Conférence Ouest - Rapids 2 du Colorado - North Texas SC - Dynamo 2 de Houston - Sporting II de Kansas City - Minnesota United 2 - Timbers 2 de Portland - Real Monarchs - St. Louis City 2 - Earthquakes II de San José - Defiance de Tacoma - Whitecaps FC 2 | - Conférence Est - Fire II de Chicago - FC Cincinnati 2 - Crew 2 de Columbus - Inter Miami II - New York City FC II - Revolution II de la Nouvelle-Angleterre - Orlando City B - Union II de Philadelphie - Rochester New York FC - Toronto FC II |

### Participants
| Équipe                                  | Stade principal        | Capacité | Affiliation                          |
| --------------------------------------- | ---------------------- | -------- | ------------------------------------ |
| Fire II de Chicago                      | SeatGeek Stadium       | 20 000   | Fire de Chicago                      |
| FC Cincinnati 2                         | NKU Soccer Stadium     | 1 000    | FC Cincinnati                        |
| Rapids 2 du Colorado                    | Denver Soccer Stadium  | 2 000    | Rapids du Colorado                   |
| Crew 2 de Columbus                      | Historic Crew Stadium  | 19 968   | Crew de Columbus                     |
| Dynamo 2 de Houston                     | Aveva Stadium          | 4 000    | Dynamo de Houston                    |
| Inter Miami II                          | Drive Pink Stadium     | 18 000   | Inter Miami CF                       |
| Minnesota United 2                      | Allianz Field          | 19 400   | Minnesota United                     |
| Minnesota United 2                      | National Sports Center | 10 000   | Minnesota United                     |
| Revolution II de la Nouvelle-Angleterre | Gillette Stadium       | 20 000   | Revolution de la Nouvelle-Angleterre |
| New York City FC II                     | Belson Stadium         | 2 168    | New York City FC                     |
| North Texas SC                          | Choctaw Stadium        | 48 114   | FC Dallas                            |
| Orlando City B                          | Osceola County Stadium | 5 400    | Orlando City                         |
| Union II de Philadelphie                | Subaru Park            | 18 500   | Union de Philadelphie                |
| Timbers 2 de Portland                   | Hillsboro Stadium      | 7 600    | Timbers de Portland                  |
| Real Monarchs                           | Zions Bank Stadium     | 5 000    | Real Salt Lake                       |
| Rochester New York FC                   | John L. DiMarco Field  | 1 500    | Indépendante                         |
| Earthquakes II de San José              | PayPal Park            | 18 000   | Earthquakes de San José              |
| Sporting II de Kansas City              | Rock Chalk Park        | 2 500    | Sporting de Kansas City              |
| Sporting II de Kansas City              | Swope Soccer Village   | 3 500    | Sporting de Kansas City              |
| St. Louis City 2                        | Hermann Stadium        | 6 050    | St. Louis City                       |
| St. Louis City 2                        | Ralph Korte Stadium    | 4 000    | St. Louis City                       |
| Toronto FC II                           | Stade York Lions       | 4 000    | Toronto FC                           |
| Defiance de Tacoma                      | Cheney Stadium         | 6 500    | Sounders de Seattle                  |
| Defiance de Tacoma                      | Starfire Sports        | 4 500    | Sounders de Seattle                  |
| Whitecaps FC 2                          | Stade Swangard         | 5 288    | Whitecaps de Vancouver               |

Légende des couleurs
- Club indépendant
- Équipe réserve de Major League Soccer

## Format de la compétition

### Règles générales
La ligue annonce le format de la compétition et le calendrier le 24 février 2022. Chaque équipe joue vingt-quatre rencontres (douze à domicile, douze à l'extérieur) sur une période de vingt-six semaines. Afin de favoriser des rencontres entre formations d'une même région, celles-ci sont divisées en deux conférences, elles-mêmes scindées en deux divisions chacune. Chaque équipe affronte ses rivaux de la même division deux à trois fois tandis qu'elle joue les autres formations de sa conférence à au moins deux reprises. Sur l'ensemble de la saison, un total de quatre parties inter-conférences ont lieu.
Huit équipes participent aux séries éliminatoires. La meilleure équipe de chaque division est automatiquement qualifiée, en compagnie des deux meilleures formations dans chacune des conférences. Pour déterminer l'ordre des rencontres, c'est le classement par conférence qui est utilisé, indépendamment des classements au sein de chaque division. 
En cas d'égalité, les critères suivants départagent les équipes :
1. Nombre de victoires
2. Différence de buts générale
3. Nombre de buts marqués
4. Classement du fair-play
5. Différence de buts à l'extérieur
6. Nombre de buts marqués à l'extérieur
7. Différence de buts à domicile
8. Nombre de buts marqués à domicile
9. Tirage à la pièce

### Règles spécifiques
Un des objectifs de la compétition est la mise en place d'un outil favorisant l'émergence de nouveaux concepts, permettant la création de nouvelles règles en coordination avec la FIFA et la Fédération des États-Unis de soccer,.
Ainsi, pour favoriser un jeu offensif et limiter le nombre de verdicts nuls, la ligue instaure une règle consistant à déterminer le vainqueur d'une rencontre se soldant par une égalité grâce à une séance de tirs au but. Les deux équipes obtiennent un point pour le match nul tandis que le gagnant dispose d'un point additionnel. Cette règle n'est pas une innovation puisque la Major League Soccer utilise la méthode du tir de fusillade entre 1996 et 1999.
D'un point de vue médical, la MLS Next Pro adopte le principe du remplacement supplémentaire en cas de potentiel traumatisme crânien, suivant les pas de la Major League Soccer et des autres ligues professionnelles sous l'égide de la Fédération des États-Unis de soccer qui ont introduit cette règle en avril 2021.
Le 6 juillet 2022, de nouvelles règles sont introduites en cours de saison.
1. Le traitement hors du terrain. Lorsqu'un joueur demeure au sol pendant plus de quinze secondes, le personnel médical de son équipe intervient et l'accompagne jusqu'à l'extérieur du terrain. Une fois hors de la surface de jeu, le joueur doit patienter trois minutes avant de faire son retour sur la pelouse. Cette règle a pour but de limiter les simulations et pertes de temps qui saccadent le rythme et réduisent le temps de jeu effectif d'une rencontre.
2. La règle du carton rouge. Lorsqu'un joueur obtient un carton rouge, sa rencontre de suspension automatique doit être effectuée face à l'équipe contre laquelle il a subi cette sanction. L'objectif est d'assurer une plus grande équité liée aux cartons rouges.

## Saison régulière

### Classements des divisions
| Rang | Équipe                     | Pts | J  | G  | Gt | Pt | P  | Bp | Bc | Diff |
| ---- | -------------------------- | --- | -- | -- | -- | -- | -- | -- | -- | ---- |
| 1    | Defiance de Tacoma         | 49  | 24 | 14 | 3  | 1  | 6  | 57 | 25 | +32  |
| 2    | Earthquakes II de San José | 41  | 24 | 12 | 1  | 3  | 8  | 48 | 37 | +11  |
| 3    | Whitecaps FC 2             | 32  | 24 | 7  | 3  | 5  | 9  | 40 | 40 | 0    |
| 4    | Real Monarchs              | 23  | 24 | 6  | 1  | 3  | 14 | 28 | 50 | -22  |
| 5    | Timbers 2 de Portland      | 14  | 24 | 2  | 4  | 0  | 18 | 29 | 66 | -37  |

| Rang | Équipe                     | Pts | J  | G  | Gt | Pt | P  | Bp | Bc | Diff |
| ---- | -------------------------- | --- | -- | -- | -- | -- | -- | -- | -- | ---- |
| 1    | St. Louis City 2           | 49  | 24 | 15 | 1  | 2  | 6  | 51 | 34 | +17  |
| 2    | Dynamo 2 de Houston        | 49  | 24 | 14 | 2  | 3  | 5  | 38 | 22 | +16  |
| 3    | North Texas SC             | 46  | 24 | 13 | 2  | 3  | 6  | 48 | 31 | +17  |
| 4    | Minnesota United 2         | 36  | 24 | 9  | 4  | 1  | 10 | 43 | 39 | +4   |
| 5    | Sporting II de Kansas City | 31  | 24 | 9  | 1  | 3  | 12 | 31 | 38 | -7   |
| 6    | Rapids 2 du Colorado       | 31  | 24 | 7  | 4  | 2  | 11 | 33 | 56 | -23  |

| Rang | Équipe             | Pts | J  | G  | Gt | Pt | P  | Bp | Bc | Diff |
| ---- | ------------------ | --- | -- | -- | -- | -- | -- | -- | -- | ---- |
| 1    | Crew 2 de Columbus | 55  | 24 | 16 | 2  | 3  | 3  | 62 | 22 | +40  |
| 2    | Inter Miami II     | 36  | 24 | 10 | 1  | 4  | 9  | 40 | 49 | -9   |
| 3    | Fire II de Chicago | 31  | 24 | 8  | 2  | 3  | 11 | 41 | 44 | -3   |
| 4    | Orlando City B     | 25  | 24 | 6  | 2  | 3  | 13 | 40 | 53 | -13  |
| 5    | FC Cincinnati 2    | 17  | 24 | 4  | 2  | 1  | 17 | 27 | 65 | -38  |

| Rang | Équipe                                  | Pts | J  | G  | Gt | Pt | P  | Bp | Bc | Diff |
| ---- | --------------------------------------- | --- | -- | -- | -- | -- | -- | -- | -- | ---- |
| 1    | Toronto FC II                           | 41  | 24 | 12 | 2  | 1  | 9  | 44 | 38 | +6   |
| 2    | Union II de Philadelphie                | 40  | 24 | 11 | 3  | 1  | 9  | 42 | 39 | +3   |
| 3    | Rochester New York FC                   | 40  | 24 | 10 | 4  | 2  | 8  | 37 | 30 | +7   |
| 4    | New York City FC II                     | 37  | 24 | 9  | 4  | 2  | 9  | 49 | 35 | +14  |
| 5    | Revolution II de la Nouvelle-Angleterre | 33  | 24 | 9  | 1  | 4  | 10 | 27 | 42 | -15  |

- Vainqueur de la saison régulière et qualification pour les séries éliminatoires
- Qualification pour les séries éliminatoires

### Classements des conférences Ouest et Est
| Rang | Équipe                     | Pts | J  | G  | Gt | Pt | P  | Bp | Bc | Diff |
| ---- | -------------------------- | --- | -- | -- | -- | -- | -- | -- | -- | ---- |
| 1    | St. Louis City 2           | 49  | 24 | 15 | 1  | 2  | 6  | 51 | 34 | +17  |
| 2    | Defiance de Tacoma         | 49  | 24 | 14 | 3  | 1  | 6  | 57 | 25 | +32  |
| 3    | Dynamo 2 de Houston        | 49  | 24 | 14 | 2  | 3  | 5  | 38 | 22 | +16  |
| 4    | North Texas SC             | 46  | 24 | 13 | 2  | 3  | 6  | 48 | 31 | +17  |
| 5    | Earthquakes II de San José | 41  | 24 | 12 | 1  | 3  | 8  | 48 | 37 | +11  |
| 6    | Minnesota United 2         | 36  | 24 | 9  | 4  | 1  | 10 | 43 | 39 | +4   |
| 7    | Whitecaps FC 2             | 32  | 24 | 7  | 3  | 5  | 9  | 40 | 40 | 0    |
| 8    | Sporting II de Kansas City | 31  | 24 | 9  | 1  | 3  | 12 | 31 | 38 | -7   |
| 9    | Rapids 2 du Colorado       | 31  | 24 | 7  | 4  | 2  | 11 | 33 | 56 | -23  |
| 10   | Real Monarchs              | 23  | 24 | 6  | 1  | 3  | 14 | 28 | 50 | -22  |
| 11   | Timbers 2 de Portland      | 14  | 24 | 2  | 4  | 0  | 18 | 29 | 66 | -37  |

| Rang | Équipe                                  | Pts | J  | G  | Gt | Pt | P  | Bp | Bc | Diff |
| ---- | --------------------------------------- | --- | -- | -- | -- | -- | -- | -- | -- | ---- |
| 1    | Crew 2 de Columbus                      | 55  | 24 | 16 | 2  | 3  | 3  | 62 | 22 | +40  |
| 2    | Toronto FC II                           | 41  | 24 | 12 | 2  | 1  | 9  | 44 | 38 | +6   |
| 3    | Union II de Philadelphie                | 40  | 24 | 11 | 3  | 1  | 9  | 42 | 39 | +3   |
| 4    | Rochester New York FC                   | 40  | 24 | 10 | 4  | 2  | 8  | 37 | 30 | +7   |
| 5    | New York City FC II                     | 37  | 24 | 9  | 4  | 2  | 9  | 49 | 35 | +14  |
| 6    | Inter Miami II                          | 36  | 24 | 10 | 1  | 4  | 9  | 40 | 49 | -9   |
| 7    | Revolution II de la Nouvelle-Angleterre | 33  | 24 | 9  | 1  | 4  | 10 | 27 | 42 | -15  |
| 8    | Fire II de Chicago                      | 31  | 24 | 8  | 2  | 3  | 11 | 41 | 44 | -3   |
| 9    | Orlando City B                          | 25  | 24 | 6  | 2  | 3  | 13 | 40 | 53 | -13  |
| 10   | FC Cincinnati 2                         | 17  | 24 | 4  | 2  | 1  | 17 | 27 | 65 | -38  |

- Vainqueur de la saison régulière et qualification pour les séries éliminatoires
- Qualification pour les séries éliminatoires

## Séries éliminatoires

### Règlement
Le format de la phase finale est annoncé le 13 septembre 2022. Huit équipes participent aux séries éliminatoires. La meilleure équipe de chaque division est automatiquement qualifiée, en compagnie des deux meilleures formations dans chacune des conférences. Pour déterminer l'ordre des rencontres, c'est le classement par conférence qui est utilisé, indépendamment des classements au sein de chaque division.
Tous les tours des séries se déroulent en un seul match, avec prolongation et tirs au but éventuels. La finale a lieu sur le terrain de la meilleure équipe en phase régulière. Cette finale se déroule aussi en un seul match, avec prolongation et tirs au but pour départager si nécessaire, les équipes.

### Résultats

#### Tableau final
|  | Demi-finales de conférence     | Demi-finales de conférence     | Demi-finales de conférence | Demi-finales de conférence |                           |                           | Finales de conférence | Finales de conférence | Finales de conférence | Finales de conférence |  |  | Coupe MLS Next Pro 2022 | Coupe MLS Next Pro 2022 | Coupe MLS Next Pro 2022 | Coupe MLS Next Pro 2022 |
|  |                                |                                |                            |                            |                           |                           |                       |                       |                       |                       |  |  |                         |                         |                         |                         |
|  | 24 septembre, Columbus         | 24 septembre, Columbus         | 24 septembre, Columbus     | 24 septembre, Columbus     |                           |                           | 2 octobre, Columbus   | 2 octobre, Columbus   | 2 octobre, Columbus   | 2 octobre, Columbus   |  |  | 8 octobre, Columbus     | 8 octobre, Columbus     | 8 octobre, Columbus     | 8 octobre, Columbus     |
|  | 24 septembre, Columbus         | 24 septembre, Columbus         | 24 septembre, Columbus     | 24 septembre, Columbus     |                           |                           | 2 octobre, Columbus   | 2 octobre, Columbus   | 2 octobre, Columbus   | 2 octobre, Columbus   |  |  | 8 octobre, Columbus     | 8 octobre, Columbus     | 8 octobre, Columbus     | 8 octobre, Columbus     |
|  | E1 Crew de Columbus            | E1 Crew de Columbus            | 4                          | 4                          |                           |                           | 2 octobre, Columbus   | 2 octobre, Columbus   | 2 octobre, Columbus   | 2 octobre, Columbus   |  |  | 8 octobre, Columbus     | 8 octobre, Columbus     | 8 octobre, Columbus     | 8 octobre, Columbus     |
|  | E1 Crew de Columbus            | E1 Crew de Columbus            | 4                          | 4                          |                           |                           | 2 octobre, Columbus   | 2 octobre, Columbus   | 2 octobre, Columbus   | 2 octobre, Columbus   |  |  | 8 octobre, Columbus     | 8 octobre, Columbus     | 8 octobre, Columbus     | 8 octobre, Columbus     |
|  | E4 Rochester New York FC       | E4 Rochester New York FC       | 1                          | 1                          |                           |                           | 2 octobre, Columbus   | 2 octobre, Columbus   | 2 octobre, Columbus   | 2 octobre, Columbus   |  |  | 8 octobre, Columbus     | 8 octobre, Columbus     | 8 octobre, Columbus     | 8 octobre, Columbus     |
|  | E4 Rochester New York FC       | E4 Rochester New York FC       | 1                          | 1                          | E1 Crew de Columbus a. p. | E1 Crew de Columbus a. p. | 4                     | 4                     |                       |                       |  |  | 8 octobre, Columbus     | 8 octobre, Columbus     | 8 octobre, Columbus     | 8 octobre, Columbus     |
|  | 24 septembre, Toronto          |                                |                            |                            | E1 Crew de Columbus a. p. | E1 Crew de Columbus a. p. | 4                     | 4                     |                       |                       |  |  | 8 octobre, Columbus     | 8 octobre, Columbus     | 8 octobre, Columbus     | 8 octobre, Columbus     |
|  |                                |                                | E2 Toronto FC II           | E2 Toronto FC II           | 3                         | 3                         |                       |                       |                       |                       |  |  | 8 octobre, Columbus     | 8 octobre, Columbus     | 8 octobre, Columbus     | 8 octobre, Columbus     |
|  | E2 Toronto FC II               | E2 Toronto FC II               | E2 Toronto FC II           | E2 Toronto FC II           | 3                         | 3                         | 1                     | 1                     |                       |                       |  |  | 8 octobre, Columbus     | 8 octobre, Columbus     | 8 octobre, Columbus     | 8 octobre, Columbus     |
|  | E2 Toronto FC II               | E2 Toronto FC II               | 2 octobre, Edwardsville    |                            |                           |                           | 1                     | 1                     |                       |                       |  |  | 8 octobre, Columbus     | 8 octobre, Columbus     | 8 octobre, Columbus     | 8 octobre, Columbus     |
|  | E3 Union II de Philadelphie    | E3 Union II de Philadelphie    | 0                          | 0                          |                           |                           |                       |                       |                       |                       |  |  | 8 octobre, Columbus     | 8 octobre, Columbus     | 8 octobre, Columbus     | 8 octobre, Columbus     |
|  | E3 Union II de Philadelphie    | E3 Union II de Philadelphie    | 0                          | 0                          | O1 Crew de Columbus       | O1 Crew de Columbus       | 4                     | 4                     |                       |                       |  |  |                         |                         |                         |                         |
|  | 25 septembre, Edwardsville     |                                |                            |                            | O1 Crew de Columbus       | O1 Crew de Columbus       | 4                     | 4                     |                       |                       |  |  |                         |                         |                         |                         |
|  |                                |                                | E1 St. Louis City 2        | E1 St. Louis City 2        | 1                         | 1                         |                       |                       |                       |                       |  |  |                         |                         |                         |                         |
|  | O1 St. Louis City 2            | O1 St. Louis City 2            | E1 St. Louis City 2        | E1 St. Louis City 2        | 1                         | 1                         | 2                     | 2                     |                       |                       |  |  |                         |                         |                         |                         |
|  | O1 St. Louis City 2            | O1 St. Louis City 2            |                            |                            |                           |                           |                       |                       |                       |                       |  |  |                         |                         |                         |                         |
|  | O4 North Texas SC              | O4 North Texas SC              | 0                          | 0                          |                           |                           |                       |                       |                       |                       |  |  |                         |                         |                         |                         |
|  | O4 North Texas SC              | O4 North Texas SC              | 0                          | 0                          | O1 St. Louis City 2       | O1 St. Louis City 2       | 2                     | 2                     |                       |                       |  |  |                         |                         |                         |                         |
|  | 25 septembre, Tukwila          |                                |                            |                            | O1 St. Louis City 2       | O1 St. Louis City 2       | 2                     | 2                     |                       |                       |  |  |                         |                         |                         |                         |
|  |                                |                                | O2 Defiance de Tacoma      | O2 Defiance de Tacoma      | 1                         | 1                         |                       |                       |                       |                       |  |  |                         |                         |                         |                         |
|  | O2 Defiance de Tacoma t. a. b. | O2 Defiance de Tacoma t. a. b. | O2 Defiance de Tacoma      | O2 Defiance de Tacoma      | 1                         | 1                         | 2 (5)                 | 2 (5)                 |                       |                       |  |  |                         |                         |                         |                         |
|  | O2 Defiance de Tacoma t. a. b. | O2 Defiance de Tacoma t. a. b. |                            |                            |                           |                           |                       | 2 (5)                 |                       |                       |  |  |                         |                         |                         |                         |
|  | O3 Dynamo 2 de Houston         | O3 Dynamo 2 de Houston         | 2 (4)                      | 2 (4)                      |                           |                           |                       |                       |                       |                       |  |  |                         |                         |                         |                         |
|  | O3 Dynamo 2 de Houston         | O3 Dynamo 2 de Houston         | 2 (4)                      | 2 (4)                      |                           |                           |                       |                       |                       |                       |  |  |                         |                         |                         |                         |
|  |                                |                                |                            |                            |                           |                           |                       |                       |                       |                       |  |  |                         |                         |                         |                         |

#### Demi-finales de conférence
Est
| 24 septembre 2022 | Crew de Columbus                         | 4 - 1   | Rochester New York FC |                                                               |                                                               |
| 12h00 (UTC−5)     | Russell-Rowe 44e 83e 85e · Micaletto 50e | (1 - 0) | 90+2e Brigida         | Historic Crew Stadium, Columbus Arbitrage : Samantha Martinez | Historic Crew Stadium, Columbus Arbitrage : Samantha Martinez |
| 12h00 (UTC−5)     | Rapport                                  |         |                       | Historic Crew Stadium, Columbus Arbitrage : Samantha Martinez | Historic Crew Stadium, Columbus Arbitrage : Samantha Martinez |

| 24 septembre 2022 | Toronto FC II | 1 - 0   | Union II de Philadelphie |                                               |                                               |
| 16h (UTC−5)       | Mbongue 6e    | (1 - 0) |                          | BMO Field, Toronto Arbitrage : Michael Vienne | BMO Field, Toronto Arbitrage : Michael Vienne |
| 16h (UTC−5)       | Rapport       |         |                          | BMO Field, Toronto Arbitrage : Michael Vienne | BMO Field, Toronto Arbitrage : Michael Vienne |

Ouest
| 25 septembre 2022 | St. Louis City 2                 | 2 - 0   | North Texas SC |                                                              |                                                              |
| 18h30 (UTC−6)     | Ostrák 73e · Pompeu 90+1e (pen.) | (2 - 0) |                | Ralph Korte Stadium, Edwardsville Arbitrage : Ricardo Fierro | Ralph Korte Stadium, Edwardsville Arbitrage : Ricardo Fierro |
| 18h30 (UTC−6)     | Rapport                          |         |                | Ralph Korte Stadium, Edwardsville Arbitrage : Ricardo Fierro | Ralph Korte Stadium, Edwardsville Arbitrage : Ricardo Fierro |

| 25 septembre 2022 | Defiance de Tacoma                         | 2 - 2 5 - 4 t. a. b.  | Dynamo 2 de Houston                         |                                                    |                                                    |
| 19h30 (UTC−8)     | Vargas 84e (pen.) · Lima 90+4e (csc)       | (0 - 1, 2 - 2, 2 - 2) | 40e Avila · 50e Evans                       | Starfire Sports, Tukwila Arbitrage : Thomas Snyder | Starfire Sports, Tukwila Arbitrage : Thomas Snyder |
| 19h30 (UTC−8)     | Rapport                                    |                       |                                             | Starfire Sports, Tukwila Arbitrage : Thomas Snyder | Starfire Sports, Tukwila Arbitrage : Thomas Snyder |
| 19h30 (UTC−8)     | Vargas · Uderitz · Sabella · Sousa · Robin | Tirs au but 5 - 4     | Gonzalez · Riós · Palomino · Lima · Edwards | Starfire Sports, Tukwila Arbitrage : Thomas Snyder | Starfire Sports, Tukwila Arbitrage : Thomas Snyder |

#### Finales de conférence
Est
| 2 octobre 2022 | Crew 2 de Columbus                                         | 4 - 3 a. p.           | Toronto FC II                       |                                                               |                                                               |
| 17h (UTC−5)    | Fuson 32e · Parente 60e (pen.) · Knight 109e · Gannon 119e | (1 - 0, 2 - 2, 2 - 3) | 47e Rothrock · 90+3e 94e Antonoglou | Historic Crew Stadium, Columbus Arbitrage : Sergii Demianchuk | Historic Crew Stadium, Columbus Arbitrage : Sergii Demianchuk |
| 17h (UTC−5)    | Rapport                                                    |                       |                                     | Historic Crew Stadium, Columbus Arbitrage : Sergii Demianchuk | Historic Crew Stadium, Columbus Arbitrage : Sergii Demianchuk |

Ouest
| 2 octobre 2022 | St. Louis City 2         | 2 - 1   | Defiance de Tacoma |                                                            |                                                            |
| 19h30 (UTC−6)  | Ostrák 31e · Dolling 59e | (1 - 0) | 76e (pen.) Cissoko | Ralph Korte Stadium, Edwardsville Arbitrage : Elton Garcia | Ralph Korte Stadium, Edwardsville Arbitrage : Elton Garcia |
| 19h30 (UTC−6)  | Rapport                  |         |                    | Ralph Korte Stadium, Edwardsville Arbitrage : Elton Garcia | Ralph Korte Stadium, Edwardsville Arbitrage : Elton Garcia |

#### Coupe MLS Next Pro
| Finale                       | Crew 2 de Columbus                                                          | 4 - 1   | St. Louis City 2 | Lower.com Field, Columbus                    |                                              |
| 8 octobre 2022 13h30 (UTC−5) | Parente 45e (pen.) · Micaletto 45+3e · Russell-Rowe 58e (pen.) · Telfer 83e | (2 - 0) | 80e Pompeu       | Spectateurs : 7 446 Arbitrage : Malik Badawi | Spectateurs : 7 446 Arbitrage : Malik Badawi |
| 8 octobre 2022 13h30 (UTC−5) | Rapport                                                                     |         |                  | Spectateurs : 7 446 Arbitrage : Malik Badawi | Spectateurs : 7 446 Arbitrage : Malik Badawi |

## Statistiques individuelles
| Rang | Joueur                 | Club                       | Buts |
| ---- | ---------------------- | -------------------------- | ---- |
| 1    | Jacen Russell-Rowe     | Crew 2 de Columbus         | 21   |
| 2    | Bernard Kamungo (en)   | North Texas SC             | 16   |
| 3    | Jack Lynn              | Orlando City B             | 15   |
| 4    | Shanyder Borgelin (en) | Inter Miami II             | 14   |
| 4    | John Denis             | New York City FC II        | 14   |
| 6    | Gibran Rayo            | Rochester New York FC      | 13   |
| 7    | Rudi Castro            | Earthquakes II de San José | 12   |
| 7    | Marlon Vargas          | Defiance de Tacoma         | 12   |
| 9    | Aziel Jackson (en)     | Minnesota United 2         | 10   |
| 9    | Jonathan Jiménez       | New York City FC 2         | 10   |

| Rang | Joueur             | Club                       | Passes |
| ---- | ------------------ | -------------------------- | ------ |
| 1    | Romeo Beckham      | Inter Miami II             | 10     |
| 1    | Mohamed Farsi      | Crew 2 de Columbus         | 10     |
| 3    | Hope Avayevu       | North Texas SC             | 9      |
| 4    | Aziel Jackson (en) | Minnesota United 2         | 7      |
| 4    | Akil Watts         | St. Louis City 2           | 7      |
| 4    | El Mahdi Youssoufi | New York City FC II        | 7      |
| 7    | Max Arfsten        | Earthquakes II de San José | 6      |
| 7    | Hugo Mbongue       | Toronto FC II              | 6      |
| 7    | Selmir Miscic      | Timbers 2 de Portland      | 6      |
| 7    | Sergio Oregel      | Fire II de Chicago         | 6      |
| 7    | Marlon Vargas      | Defiance de Tacoma         | 6      |

## Récompenses individuelles

### Récompenses annuelles
| Trophée                            | Joueur             | Club                                    |
| ---------------------------------- | ------------------ | --------------------------------------- |
| Meilleur joueur (saison régulière) | Jacen Russell-Rowe | Crew 2 de Columbus                      |
| Meilleur joueur (finale)           | Marco Micaletto    | Crew 2 de Columbus                      |
| Meilleur gardien                   | Patrick Schulte    | Crew 2 de Columbus                      |
| Meilleur buteur                    | Jacen Russell-Rowe | Crew 2 de Columbus                      |
| Meilleur entraîneur                | Laurent Courtois   | Crew 2 de Columbus                      |
| Meilleur but                       | Ryan Lima          | Revolution II de la Nouvelle-Angleterre |
| Meilleur arrêt                     | Antonio Carrera    | North Texas SC                          |

### Équipe-type
| Poste      | Joueurs              | Club                  |
| ---------- | -------------------- | --------------------- |
| Gardien    | Patrick Schulte      | Crew 2 de Columbus    |
| Défenseurs | Mohamed Farsi        | Crew 2 de Columbus    |
| Défenseurs | Kyle Hiebert         | St. Louis City 2      |
| Défenseurs | Talen Maples         | Dynamo 2 de Houston   |
| Milieux    | Pedro Dolabella      | Rochester New York FC |
| Milieux    | Aziel Jackson (en)   | Minnesota United 2    |
| Milieux    | Isaiah Parente       | Crew 2 de Columbus    |
| Milieux    | Marlon Vargas        | Defiance de Tacoma    |
| Attaquant  | Bernard Kamungo (en) | North Texas SC        |
| Attaquant  | Jack Lynn            | Orlando City B        |
| Attaquant  | Jacen Russell-Rowe   | Crew 2 de Columbus    |

| Club                  | Nombre de joueurs |
| --------------------- | ----------------- |
| Crew 2 de Columbus    | 4                 |
| Dynamo 2 de Houston   | 1                 |
| Minnesota United 2    | 1                 |
| North Texas SC        | 1                 |
| Orlando City B        | 1                 |
| Rochester New York FC | 1                 |
| St. Louis City 2      | 1                 |
| Defiance de Tacoma    | 1                 |